# 7. zračnoprevozni bataljon (Južni Vietnam)
7. zračnoprevozni bataljon (vietnamsko 7. Tieu-Doan Nhuy-Du; kratica 7. TDND) je bila padalska enota Armade Republike Vietnam.

## Zgodovina
Bataljon je bil ustanovljen 1. decembra 1959 in dodeljen Zračnoprevozni brigadi.
Maja 1968 je bil bataljon poslan v drugo bitko za Sajgon (t. i. mini-Tet ofenzivo).

## Organizacija
- štab
- podporna četa
- 1. strelska četa
- 2. strelska četa
- 3. strelska četa
- 4. strelska četa